# Maghadena
Maghadena là một chi bướm đêm thuộc họ Noctuidae.